# Institut Sup’Biotech de Paris
A párizsi Institut Sup’Biotech de Paris (Sup'Biotech, ISBP) egy 2003-ban létrehozott francia magánmérnöki iskola, amely a Párizs melletti Villejuifban és Lyonban található.
A Sup’Biotech a biotechnológia területére specializálódott. Az iskola 5 éves, két részre osztott programot kínál: az első három év a biotechnológia alapképzésnek, az utolsó két év pedig a biotechnológia mesterképzésnek felel meg.